# Placebo (музичка група)
Пласибо (енгл. Placebo) је британски алтернативни рок састав који сачињавају Брајан Молко (вокал, гитара), Стефан Олсдал (бас-гитара) и Стив Форест (бубњеви). Састав је основан у Уједињеном Краљевству 1994.

## Историја
Пласибо је основан када су се бивши школски другови из Луксембурга Брајан Молко и Стефан Олсдал сусрели случајно на станици подземне железнице у Лондону 1994. и одлучили да оснују састав. Накратко су имали назив Ештреј харт, а затим је састав променио име у Пласибо. Састав на почетку није могао да се одлучи за бубњара између Стива Хјуита и Роберта Шулцберга који су се неизменично мењали на извођењу. Док је Хјуит имао предност приликом избора, он је такође имао ангажовање као бубњар за лондонски састав Брид, па је Шулцберг био бубњар када је састав потписао уговор са Caroline Records. Састав је званично саопштио да су „породичне обавезе“ разлог за његов изостанак. Како су други чланови састава имали проблема са Робертом Шулцбергом, они су наговорили Хјуита да се поново прикључи саставу 1996. Састав је постао озлоглашен због сексуалног опредељења својих чланова (Олсдал је хомосексуалац, Хјуит је хетеросексуалац и Молко је бисексуалац) и њиховог претераног начина живота, често праћеног у њиховим песмама (наслов песме Special K са албума Black Market Music, на пример, је алузија на дрогу кетамин).
Синглови Nancy Boy, са албума Пласибо (1996) и Pure Morning, са албума Without You I’m Nothing (1998), били су врх њиховог британског успеха, налазећи се у најбољих 10. Од албума Without You I’m Nothing, састав је пао у британској музичкој штампи, која редовно исмева особеност и претенционизам свог главног члана, Брајана Молка. Ипак, састав је очувао велику популарност и посебно праћење у континенталном делу Европе. Њихов стил се мало изменио током албума Black Market Music (2000), базиран око прилично непосредног гитарског извођења, често под утицајем стила британског и америчког рока 70-их година 20. века.
Састав је био упитан да наступи на прослави педесетог рођендана Дејвида Боувија у Медисон Сквер Гардену. Њихова повезаносст се наставила у 1998. када су снимили обраду песме Ти Рекса 20th Century Boy за албум који је пратио филм Велвет голдмајн. Састав се такође појавио у овом филму. Пласибо је изводио 20th Century Boy уживо са Дејвидом Боувијем на додели Брит награда 1999.
Sleeping with Ghosts (2003) је био више авантуристички, експериментишући са денс утицајем и мање углађеним гитарским звуком, мада чувајући традиционалан звук кроз неколико песама, укључујући први сингл The Bitter End.
На јесен 2004, Пласибо је објавио колекцију синглова Once More with Feeling и свирао једно вече у Вембли Арени. Роберт Смит из састава Кјур гостовао је на две песме, Without You I’m Nothing и обради Кјурове песме Boys Don’t Cry. Овај наступ је био њихов последњи наступ до 2006. у Великој Британији. После овог наступа, Пласибо је отишао на кратку турнеју Once More With Feeling по Јужној Америци. Другог јула 2005, састав је извео песме Twenty Years и The Bitter End на концерту Лајв Ејд у Палати Версај у Француској. Њихова турнеја 2006. у Великој Британији распродата је за један викенд, свакако доживећи очекивања, пошто је њихов једини концерт у Лондону имао обожаваоце који су чекали пред вратима од 20 часова за концерт који се одржавао сутрадан увече.
У октобру 2006, њихов први албум Placebo је дигитално ремастеризован и објављен под именом 10th Anniversary collectors edition; паковање укључује DVD са званичним видео-спотовима, концертима и наступима на телевизији.

### Meds
У септембру 2005, састав је завршио фазу снимања њиховог новог албума, који је издат 13. марта (у САД 4. априла). Први сингл на новом албуму који је издат у Великој Британији био је Because I Want You 6. марта.
У новембру 2005. Молко је открио у једној изјави да они раде на 15 нових песама од јуна 2004. на југу Француске а да су снимали у студију од августа 2005. Молко је рекао да нове песме звуче више гитарски, као The Bitter End са њиховог претходног албума и као многе песме са њиховог првог албума. Већина песама је базирано на двема гитарама, бубњевима и клавијатурама. Снимање је било завршено и они су миксовали од 29. октобра 2005. 
Meds је процурео на интернет 17. јануара 2006. Нема детаља о томе како је албум процурео. Ипак, званичан излазак је био 13. марта 2006, правећи цурење скоро два месеца раније. Албум садржи 13 песама, различито од њихова претходна три албума која су имала 12 песама, али Meds није имао „скривене траке“. Други сингл са албума Meds био је Infra-Red, објављен је 19. јуна 2006. у Великој Британији.

### Battle for the Sun
У јануару 2009. изјавили су да раде на новом албуму. То је био први албум после одласка бубњара Стива Хјувита 2006. и доласка новог бубњара, Сива Фореста из Калифорније. Албум Battle for the sun изашао је у јуну 2009. а његов долазак је најављен синглом For What It's Worth у априлу. За овај су освојили MTV Europe Music Awards за најбиољи алтернативни бенд. 
Сам бенд је изјавио како је овај албум много „светлији“ од претходних и да показује промену у њиховом раду за коју је делом „одговоран“ и Форест, нови бубњар.

## Чланови

### Садашњи
- Брајан Молко (1994. - данас) - главни вокал, гитара, хармоника, клавијатуре, саксофон
- Стефан Олсдал (1994. - данас) - бас-гитара, клавијатуре, пратећи вокал
- Стив Форест (2005. - данас) - бубњеви, удараљке

На извођењима уживо, састав такође сачињавају и :
- Ник Гавриловић (ОД 2009) - гитара, клавијатуре, пратећи вокал
- Вилијам (Бил) Лојд - бас-гитара и клавијатуре
- Алекс Ли (од 2006) - гитара и клавијатуре
- Фијона Брајс (2005. - садашњости) - виолина

### Бивши
- Стив Хјуит (1996—2007) - бубњеви, удараљке
- Ксавијор Роиде на извођењима уживо (клавијатуре и пратећи вокал) између 2003. и 2005.
- Роберт Шулцберг је био бубњар између 1994. и 1996.
- Помоћни вокал Андреа о'Мара доживела је велики застој на турнеји од последица кетамина.

## Дискографија

### Албуми
- Пласибо
(17. јул 1996)
(18. септембар 2006)Virgin Records
- Without You I'm Nothing
 (12. октобар 1998)
Virgin Records
- Black Market Music
 (9. октобар 2000)
Virgin Records
- Sleeping with Ghosts
 (24. март 2003)
Virgin Records
- Once More with Feeling
 (25. октобар 2004)
(компилација 1996-2004)
Virgin Records
- Meds
 (13. март 2006)
Virgin Records

### Синглови
Са Placebo:
- "Bruise Pristine" (1995 - Split vinyl with Soup)
- "Come Home" (1996) #103 Велика Британија
- "36 Degrees" (1996) #83 Велика Британија
- "Teenage Angst" (1996) #30 Велика Британија
- "Nancy Boy" (1997) #4 Велика Британија
- "Bruise Pristine" (1997 ре-издање) #14 Велика Британија

Са Without You I'm Nothing:
- "Pure Morning" (1998) #4 Велика Британија, #49 Аустралија, #19 САД Modern Rock Tracks, #40 САД Mainstream Rock Tracks chart
- "You Don't Care About Us" (1998) #5 Велика Британија
- "Every You Every Me" (1999) #11 Велика Британија, #49 Аустралија
- "Without You I'm Nothing (са Дејвидом Боувијем)" (1999)
- "Burger Queen Français" (1999) #78 Француска

Са Black Market Music:
- "Taste In Men" (2000) #16 Велика Британија, #54 Француска
- "Slave To The Wage" (2000) #19 Велика Британија, #63 Француска, #92 Немачка
- "Special K" (2000) #50 Аустралија, #60 Француска
- "Black Eyed" (2001) #94 Немачка

Са Sleeping with Ghosts:
- "The Bitter End" (2003) #12 Велика Британија, #1 Португал, #19 Финска, #31 Француска, #47 Аустралија, #53 Швајцарска, #34 Немачка
- "This Picture" (2003) #23 Велика Британија, #63 Француска, #75 Немачка
- "Special Needs" (2003) #27 Велика Британија, #67 Француска, #71 Немачка
- "English Summer Rain" (2004) #23 Велика Британија, #98 Швајцарска

Са Once More with Feeling:
- "Twenty Years" (2004) #18 Велика Британија, #50 Швајцарска, #54 Француска, #59 Аустрија, #52 Немачка
- "Protège-Moi" (2004) #26 Швајцарска, #18 Француска

Са Meds:
- "Because I Want You" (2006) #13 Велика Британија
- "Song to Say Goodbye" (2006) #30 Аустралија, #35 Немачка, #6 Грчка, #8 Финска, #20 Италија, #38 Швајцарска, #41 Француска, #44 Аустрија
- "Infra-Red" (2006) #42 Велика Британија, #35 САД Modern Rock Tracks, #75 Немачка, #52 Аустралија
- "Meds" (2006) #35 Велика Британија

### EP
- Slave to the Wage (2000)
- Taste in Men (2000)
- Special K (2001)
- Live At La Cigale (2006)

### DVD
- Soulmates Never Die (Уживо у Паризу 2003)
- Once More With Feeling (видео колекција)
- Meds Special Edition